# Rodinal

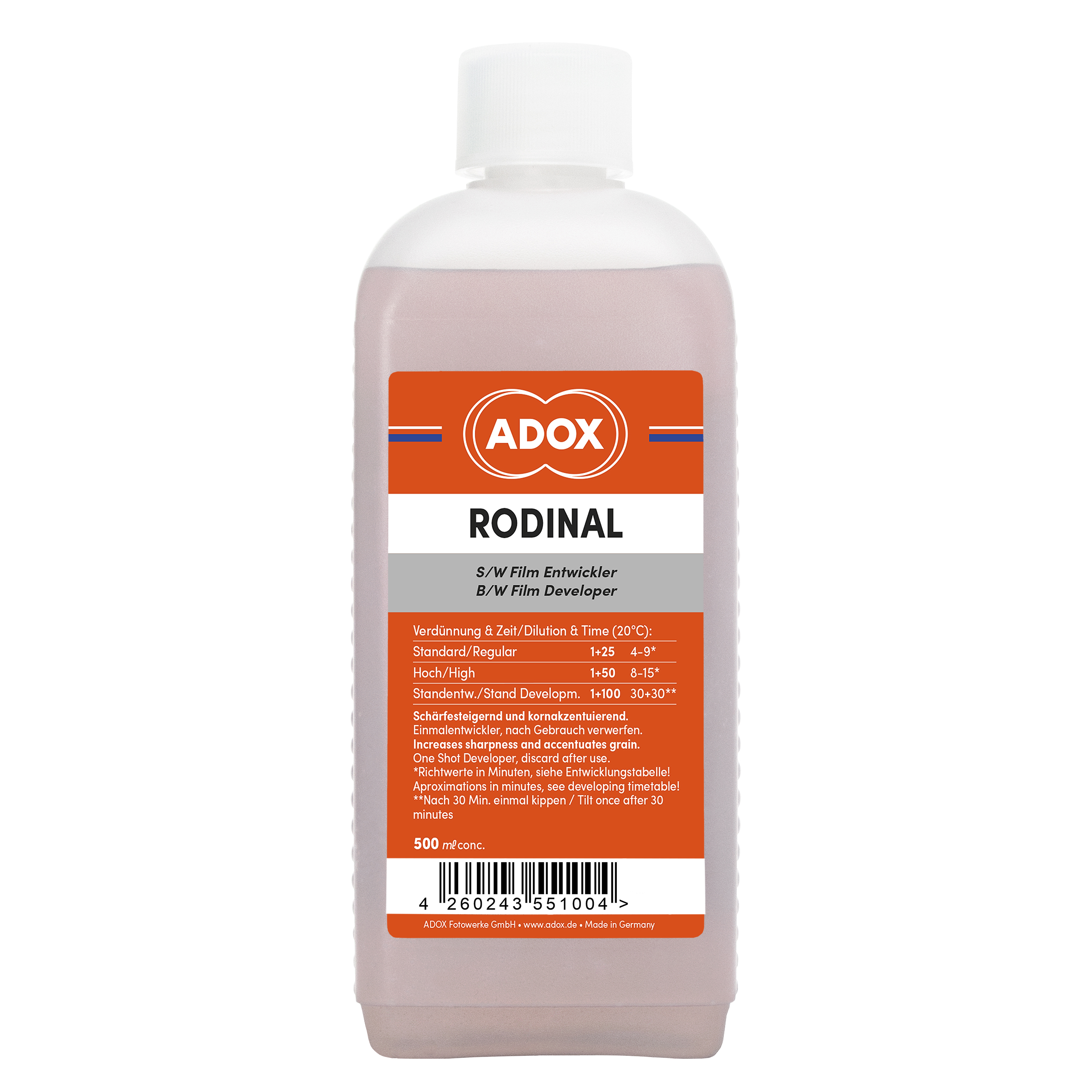
RODINAL

Rodinal är handelsnamnet för en av företaget Agfa utvecklad framkallare för svart-vit negativfilm. Framkallaren bygger på p-Aminofenol. 

## Historia
Rodinal patenterades den 27 januari 1891. Den viktigaste nyheten var att filmframkallaren inte längre levererades som ett pulver, utan som ett flytande koncentrat, som man sedan var tvungen att späda ut. Uppfinningen, som hade gjorts av den Agfaanställde Momme Andresen motiverade en uppdelning av firman Agfa, och Rodinal är den produkt som i fotografins historia funnits längst tid på marknaden. Rodinal är därför också upptagen i Guinness rekordbok. 
Efter utgången av patentet var det en produkt som mångfaldigades av andra tillverkare och distribuerades under olika namn, exempelvis av firman Calbe, som med sin produkt R 09 tillverkade ett derivat av det ursprungliga receptet och distribuerade. Rodinal kom under tidens gång att flera gånger lätt modifieras av Agfa. Receptet är välkänt.
Efter att Agfas fotodivision gick i konkurs 2005, har en annan tillverkare tagit över Agfas kemiproduktion.

## Beståndsdelar
Rodinal innehåller huvudsakliga följande beståndsdelar: 
- P-aminofenol som framkallningssubstans
- Kaliumhydrooxid för pH-reglering
- Kaliumsulfit
- Na4EDTA
- Kaliumbromid

## Recept
Agfas ursprungliga recept på Rodinal hölls med goda skäl hemligt av Agfa i över 50 år. 1945 plundrade de allierade Agfas fabrik i Wolfen och lade också beslag på receptet. I rapporten från Combined Intelligence Objectives Sub-Committee fanns sedan att läsa: 
75 ml vatten
p-Aminofenol 5,5 g 
Kaliumsulfit sicc. 4 g 
Kaliumhydrooxid 4 g
Kaliumbromid 1 gram
Na4EDTA 2 g 
Vatten upp till 100 ml 
I dag skulle man för att få bättre egenskaper hellre använda fri p-Aminofenol och inte använda hydroklorid. Kaliumhydroxiden löser man bäst först i 4 ml vatten och tillsätter sedan till den. Därefter kan, nu i alkalisk miljö, p-Aminofenol lösas däri.